# خطوط السكك الحديد في العراق

خارطة العراق مشتملة على خطوط سكك الحديد

دخلت السكك الحديدية للعراق منذ مطلع القرن الماضي أثناء التواجد البريطاني في العراق، وتمتد خطوط شبكة السكك الحديدية من جنوب العراق إلى شماله. وقد بدأ العراق بإعادة تجديد وتطوير واستحداث العديد من خطوط الشبكة وقاطرات الركاب والبضائع ويبلغ طول شبكة السكك الحديدية في العراق 2893 كم، وبدأ العراق بتوسيع شبكة السكك الحديد مؤخرا لربطها ببعض دول الجوار وعلى رأسها تركيا، بالإضافة إلى مشروع مترو بغداد وهو الأول من نوعه في العراق.

## الخطوط الحالية
| الخط                             | الطول   | عدد المحطات | الوقت          | ملاحظة                      |
| -------------------------------- | ------- | ----------- | -------------- | --------------------------- |
| خط سكة حديد من بغداد إلى البصرة  | 1271 كم | 34          | 10 إلى 12 ساعة | الخط يتضمن 416 كم خط مزدوج. |
| خط سكة حديد من بغداد إلى الفلوجة | 60 كم   |             | ساعتان         |                             |
| خط سكة حديد بغداد - سامراء       | 120 كم  |             | 4 ساعات        |                             |

## الخطوط المتوقفة
| الخط                               | الطول  | عدد المحطات | ملاحظة                                            |
| ---------------------------------- | ------ | ----------- | ------------------------------------------------- |
| خط سكة حديد بغداد - موصل - ربيعة   | 636 كم | 27          |                                                   |
| خط سكة حديد بغداد - تكريت          | 120 كم |             |                                                   |
| خط سكة حديد بغداد - حقلانیة        |        |             | توقف في عام 2011                                  |
| خط سكة حديد بغداد - القائم - حصيبة | 717 كم | 24          | الخط يتضمن 104 كم مزدوج من خان ضاري - مفرق الرطبة |
| خط سكة حديد بغداد - بيجي - كركوك   |        |             | توقف في عام 2012                                  |
| خط سكة حديد كركوك - بيجي - حديثة   | 269 كم | 14          |                                                   |
| خط سكة حديد القائم - عكاشات        | 178 كم | 1           |                                                   |
| خط سكة حديد مسيب - كربلاء          | 25 كم  | 3           |                                                   |
| خط سكة حديد الموصل - حلب           |        |             | توقف في عام 2010                                  |
| خط سكة حديد الموصل - قامشلي        |        |             | توقف في عام 2011                                  |
| خط سكة حديد الموصل - غازي عنتاب    |        |             | توقف في عام 2011                                  |
| خط سكة حديد الشعيبة - أم قصر       | 63 كم  | 3           |                                                   |